# Adam Cooper
Adam Cooper, né le 22 juillet 1971 à Tooting (Londres), est un danseur et chorégraphe britannique. Il commence la danse à l'âge de cinq ans et le ballet à sept ans à la Jean Winkler School of Dance de Tooting.
Entré au Royal Ballet en 1989, il en sort premier danseur en 1997. Il devient internationalement célèbre en 1995, en créant le rôle du cygne dans la version masculine du Lac des cygnes du chorégraphe contemporain Matthew Bourne. Un rôle qu'il reprend au cinéma en 2000, à la fin du film Billy Elliot. Il crée ensuite le rôle du pilote dans le Cendrillon, puis celui de Boris Lermontov du même chorégraphe. Il remporte de nombreux prix pendant sa carrière.

## Filmographie
- 2000 : Billy Elliot, Billy à 25 ans
- 2000 : Madame Bovary (TV)
- 1996 : Swan Lake (DVD)